# السلسلة العالمية للبوكر 2019
السلسلة العالمية للبوكر 2019 (بالإنجليزية: 2019 World Series of Poker)‏ هو الموسم 50 من السلسلة العالمية للبوكر ‏. أقيم خلال الفترة 28 مايو 2019 وحتى 16 يوليو 2019، وأشرف على تنظيمه Harrah's Entertainment ‏، وفاز فيه Hossein Ensan ‏.